# Districte de Namuno
El Districte de Namuno és un districte de Moçambic, situat a la província de Cabo Delgado. Té una superfície 6.037 kilòmetres quadrats. En 2015 comptava amb una població de 211.737 habitants. Limita al nord amb el districte de Montepuez, a l'oest amb el districte de Balama, al sud amb els districtes de Lalaua, Mecubúri i Eráti de la província de Nampula i a l'est amb el districte de Chiúre.

## Divisió administrativa
El districte està dividit en sis postos administrativos (Hucula, Luli, Machoca, Meloco, Namuno i Ncumpe), compostos per les següents localitats:
- Posto Administrativo d'Hucula:
  - Hucula, e
  - Mavo
- Posto Administrativo de Luli:
  - Luli
- Posto Administrativo de Machoca:
  - Macheremele, e
  - Machoca
- Posto Administrativo de Meloco:
  - Meloco, e
  - Muatuca
- Posto Administrativo de Namuno:
  - Mahussiine,
  - Milipone,
  - Namuno,
  - Nicane, e
  - Nicuita
- Posto Administrativo de Ncumpe:
  - Ncumpe, e
  - Pambara